# Izoniazyd
Izoniazyd (łac. isoniazidum), INH – organiczny związek chemiczny, powszechnie używany lek przeciwgruźliczy, zaliczany do tzw. leków pierwszego rzutu, który jest stosowany w leczeniu gruźlicy oraz niektórych innych mykobakterioz.
Wobec prątków wrażliwych izoniazyd jest lekiem bakteriobójczym, wykazującym aktywność wobec szybko namnażających się bakterii wewnątrz komórek i poza nimi.
Pod względem chemicznym izoniazyd jest hydrazydem kwasu izonikotynowego; ma właściwości zasadowe i nie jest solą. Rozpuszcza się w wodzie.

## Historia
Izoniazyd został wprowadzony na rynek farmaceutyczny w 1952 roku przez koncern Roche pod nazwą Rimifon.

## Mechanizm działania
Izoniazyd jest prolekiem ponieważ musi być aktywowany przez katalazę bakteryjną. Mechanizm działania polega na wpływie na aktywność dinukleotydu nikotynamidoadeninowego (NADH) w komórce bakterii. Tworzy się nieaktywny analog NADH, co zaburza szereg procesów życiowych prątków. Najważniejszym efektem działania izoniazydu jest hamowanie syntezy kwasów mykolowych, wchodzących w skład ściany komórkowej prątka.

## Wskazania
Leczenie gruźlicy. Ze względu na łatwo rozwijającą się lekooporność stosowany wyłącznie w połączeniu z innymi lekami przeciwgruźliczymi.
Leczenie i profilaktyka gruźliczego zapalenia opon mózgowo-rdzeniowych ze względu na dobrą penetrację leku do OUN.

## Przeciwwskazania
Uszkodzenie wątroby, aktywne schorzenie wątroby, przebyte reakcje hepatotoksyczności lub uczulenie na lek.
Spożycie alkoholu zwiększa toksyczność izoniazydu, dlatego ostrożnie stosuje się u alkoholików.
- Padaczka i inne stany drgawkowe
- Psychozy
- Zapalenie wielonerwowe
- Uszkodzenia nerek

## Interakcje lekowe
Izoniazyd jest silnym inhibitorem kilku izoenzymów cytochromu P450 (CYP2A6, CYP2C19, CYP2D6, CYP2E1, CYP3A4) co powoduje zwolnienie wątrobowego metabolizmu szeregu leków i zwiększenie ryzyka wystąpienia działań toksycznych. Do leków tych należą np. fenytoina, karbamazepina, etosuksymid czy prymidon. Leki zobojętniające zmniejszają wchłanianie izoniazydu.

## Działania niepożądane
Może prowadzić do ciężkiego uszkodzenia wątroby i zmian toczniopodobnych.
W 10% przypadków dochodzi do zaburzeń ośrodkowego i obwodowego układu nerwowego (np. zawroty i bóle głowy, stan splątania, hiperrefleksja i zapalenie nerwów)
W 5% przypadków dochodzi do leukopeni i reakcji alergicznych.
Może dochodzić do rozwoju polineuropatii związanych z hamowaniem aktywności witaminy B6. U osób z grupy ryzyka konieczna jest suplementacja 10–50 mg na dobę (u osób z zakażeniem HIV, niedożywieniem, cukrzycą i u ciężarnych). Poza tym może wystąpić utrata łaknienia, zaparcia i drżenie mięśni. Izoniazyd obniża próg drgawkowy poprzez hamowanie syntezy kwasu γ-aminomasłowego. Może wywołać zaburzenia afektywne (nastrój wzmożony) poprzez hamowanie enzymu monoaminooksydazy. Wchodzi z tego powodu w niebezpieczne interakcje z wieloma lekami (np. SSRI).

## Preparaty handlowe
Dostępne są preparaty izoniazydu oraz izoniazydu w połączeniu z ryfampicyną.
- Isoniazidum tabl. 50 mg i 300 mg
- Rifamazid kaps. 150 mg ryfampicyny i 100 mg izoniazydu oraz kaps. 300 mg ryfampicyny i 150 mg izoniazydu